# Veleropilina veleronis
Veleropilina veleronis är en blötdjursart som först beskrevs av Menzies och Layton 1963.  Veleropilina veleronis ingår i släktet Veleropilina och familjen Neopilinidae. Inga underarter finns listade i Catalogue of Life.